# Hebrajczycy
Hebrajczycy (‏עברים‎), Izraelici – starożytny lud opisany w Biblii; jeden z ludów semickich, definiowany pochodzeniem od Jakuba, inaczej Izraela. Był też nazywany Ludem Bożym. Składał się z 12 plemion i posługiwał językiem hebrajskim. Początkowo Izraelici byli koczownikami, ale w II tysiącleciu p.n.e. osiedlili się w Kanaanie, gdzie król Saul zjednoczył ich w jedno państwo – Królestwo Izraela.
Hebrajczycy bywają utożsamiani z Żydami, ale:
- czasem Hebrajczykami nazywa się głównie przodków późniejszych Izraelitów[2];
- w Nowym Testamencie nazywano tak tylko część wyznawców judaizmu[3];
- czasem nazywano tak konwertytów z judaizmu na chrześcijaństwo[2].